# 里斯塔維克
童仆(restavec)，是海地一種童工和奴役制度，貧困的家庭把子女送到一個富裕的家庭作家傭。
里斯塔維克一詞源於法語，指父母無法照顧孩子時可以把他們留在富裕的家庭，往往是他們自己的親戚或朋友。通常情況下孩子都來自農村，東家住在城市，孩子留在東家工作換取衣食住(甚至教育)，但很多里斯塔維克生活在貧困之中，可能無法得到適當的教育，並處於嚴重的身體，情感和性虐待風險。所述寄養系統在海地被容忍，但不被認為是優選的。這種做法符合現代奴役和兒童販賣的正式國際定義，並影響了大約30萬海地兒童。
不同於傳統意義上的奴隸，里斯塔維克沒有被購買或出售或擁有，他可以逃跑或回到自己的家庭，通常當他們15歲至成年便被釋放。
大約三分之二里斯塔維克是女孩，並曾被東家的男成員性侵犯。
根據2002年的調查的上門調查，大約有173000個不足17歲的里斯塔維克，59％是女孩。